# Gogoșari
Gogoșari est une commune roumaine située dans le județ de Giurgiu.